# حميدي الشيخ
حميدي الشيخ مواليد 6 أبريل 1983 في سعيدة، الجزائر، هو لاعب كرة قدم جزائري يلعب مع مولودية سعيدة كمهاجم. مثّل منتخب الجزائر لكرة القدم.

## المسيرة الاحترافية

### أندية لعب لها
- مولودية سعيدة
- اتحاد عنابة
- اتحاد الجزائر
- أولمبي الشلف
- اتحاد البليدة
- جمعية وهران

## روابط خارجية
- حميدي الشيخ على موقع قاعدة بيانات كرة القدم.إي يو (الإنجليزية)
- حميدي الشيخ على موقع ناشيونال فوتبول تيمز (الإنجليزية)